# Rijsbergen
Rijsbergen è una località e un'ex-municipalità dei Paesi Bassi situata nella provincia del Brabante Settentrionale. Soppressa il 1º gennaio 1997, parte del suo territorio, compreso il centro abitato, è stato incorporato in quello della municipalità di Zundert mentre il resto è stato incorporato in quello della municipalità di Breda.